# Infineon Technologies
Infineon Technologies AG er en tysk halvlederproducent. Virksomheden er etableret 1. april 1999, da halvlederaktiviteterne i moderselskabet Siemens AG blev fraspaltet til et separat foretagende. 30. september 2010 havde Infineon 25.149 ansatte på verdensplan. I regnskabsåret 2010 havde virksomheden en omsætning på € 3,295 mia. Infineon er en del af DAX-indekset gennem noteringen på Frankfurter Wertpapierbörse.
Virksomhedens hovedsæde er i Neubiberg, Bayern.

## Aktiviteter
Infineon Technologies AG fremstiller halvledere og systemer til biler, industrier og forskellige andre sektorer. Desuden leveres chipkort og sikkerhedsprodukter. Med global tilstedeværelse driver Infineon datterselskaber i USA, Milpitas, Californien og i Asien, Singapore og Tokyo, Japan.
Infineon har i Europa faciliteter i Dresden (microelectronic og emerging technologies center). Desuden stærkstrømsfaciliteter i Warstein, Tyskland; Villach, Østrig; Cegléd, Ungarn; og Italien. Der drives forskning- og udviklingscentre i Frankrig, Singapore, Rumænien, Taiwan og Bangalore. Fabrikker findes i Singapore, Malaysia, Indonesien og Kina.

### Bilindustri (ATV)
Infineon tilbyder halvlederprodukter til brug i drivakser (motor- og transmissionstyring), komfortelektronik (fx styretøj, støddæmpere, aircondition) så vel som sikkerhedssystemer (ABS, airbags, ESP). Produktportefølgen inkluderer microcontrollere, krafthalvledere og sensorer. 

### Industri & Multisektorer (IMM)
Industrisektoren omfatter halvlederprodukter til generatorer, transmission og forbrug af elektricitet. Løsninger der kan bruges i industrien, husholdningsmaskiner, vedvarende energi, lysstyring og LED-belysning, strømstyring til servere, PC'er, forbrugerelektronik, osv.

### Chipkort & Sikkerhed (CCS)
CCS forretningsdelen fremstiller microcontrollere til mobiltelefoner, SIMkort, betalingsløsninger, sikkerhedschips, chips til pas, idkort og andre officielle dokumenter. Desuden løsninger til betalingstv og sikre computere.

## Qimonda
1. maj 2006 blev Infineon's hukommelses-division fraskilt til et selvstændigt selskab navngivet Qimonda, som da det var størst beskæftigede omkring 13.500 på verdensplan. Qimonda var børsnoteret på New York Stock Exchange indtil 2009. I januar 2009 blev Qimonda konkursdømt ved retten i München.

## AENEON
AENEON blev indroduceret i 2005. AENEON er en division indenfor DRAM-hukommelse til brug i pc'er og bærbare.
AENEON produceres til detail- og slutbrugere.

## Investorer
Betydelige investorer i Infineon er: Dodge & Cox 10,03%, Merrill Lynch International 5,25%, Templeton Global Advisors Limited 5,16%, Capital Group International: 4.14%.